# Två skådespel
Två skådespel är en samling av Stina Aronson, utgiven 1949. Den innehåller dramerna Syskonbädd och Dockdans. Syskonbädd var sedan tidigare utgiven (1931), medan Dockdans var outgiven.

## Utgåvor
Två skådespel har endast givits ut en gång: 1949 på Norstedts förlag. Syskonbädd har även givits ut 1931 och 2008. Dockdans är endast utgiven i samlingen Två skådespel.